# Dissoacremoniella silvatica
Dissoacremoniella silvatica är en svampart som beskrevs av Kiril. 1970. Dissoacremoniella silvatica ingår i släktet Dissoacremoniella, divisionen sporsäcksvampar och riket svampar.   Inga underarter finns listade i Catalogue of Life.

### Fotnoter
1. ↑  Kiril. (1970) , In: Nov. sist. Niz. Rast. 7:235
2. 1 2  Bisby F.A., Roskov Y.R., Orrell T.M., Nicolson D., Paglinawan L.E., Bailly N., Kirk P.M., Bourgoin T., Baillargeon G., Ouvrard D. (red.) (2 mars 2011). ”Species 2000 & ITIS Catalogue of Life: 2011 Annual Checklist.”. Species 2000: Reading, UK. http://www.catalogueoflife.org/annual-checklist/2011/search/all/key/dissoacremoniella+silvatica/match/1. Läst 24 september 2012.
3. ↑  Species Fungorum. Kirk P.M., 2010-11-23